# Pimelea cinerea
Pimelea cinerea är en tibastväxtart som beskrevs av Robert Brown. Pimelea cinerea ingår i släktet Pimelea och familjen tibastväxter. Inga underarter finns listade i Catalogue of Life.